# Adiantum edgeworthii
Adiantum edgeworthii är en kantbräkenväxtart som beskrevs av William Jackson Hooker. Adiantum edgeworthii ingår i släktet Adiantum och familjen Pteridaceae. Inga underarter finns listade.

## Bildgalleri

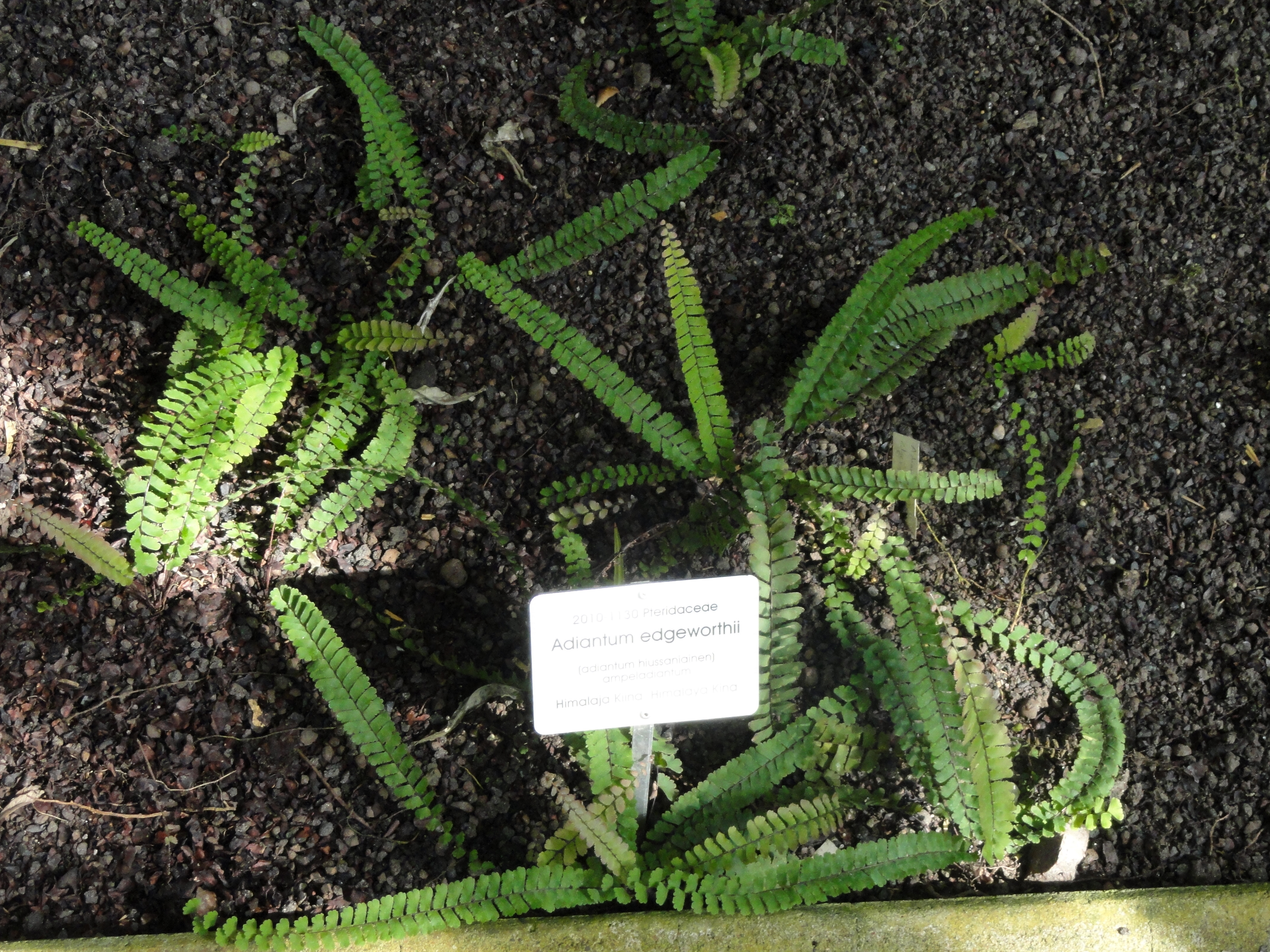
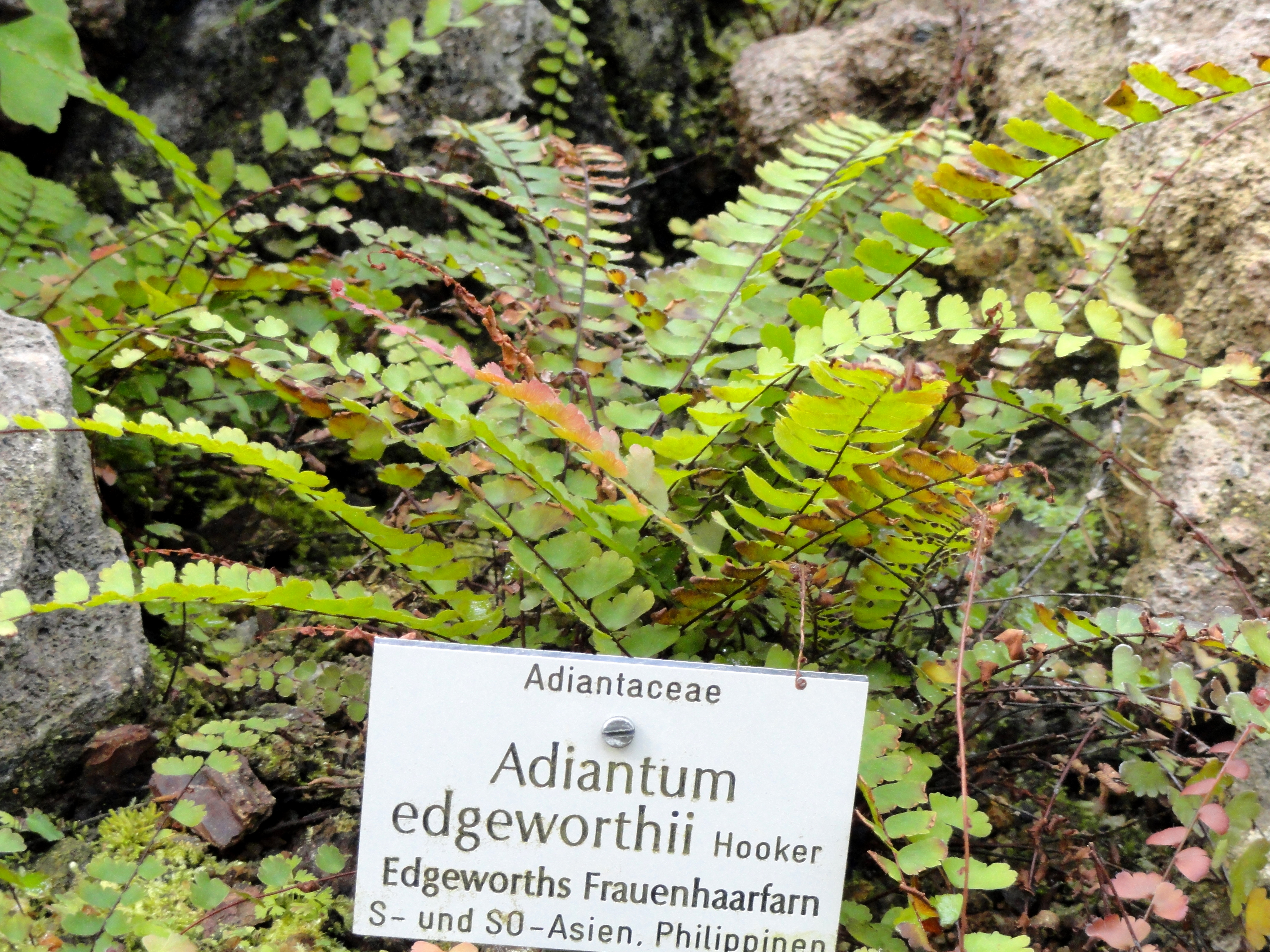